# Onze-Lieve-Vrouwekapel (Huize Padua)

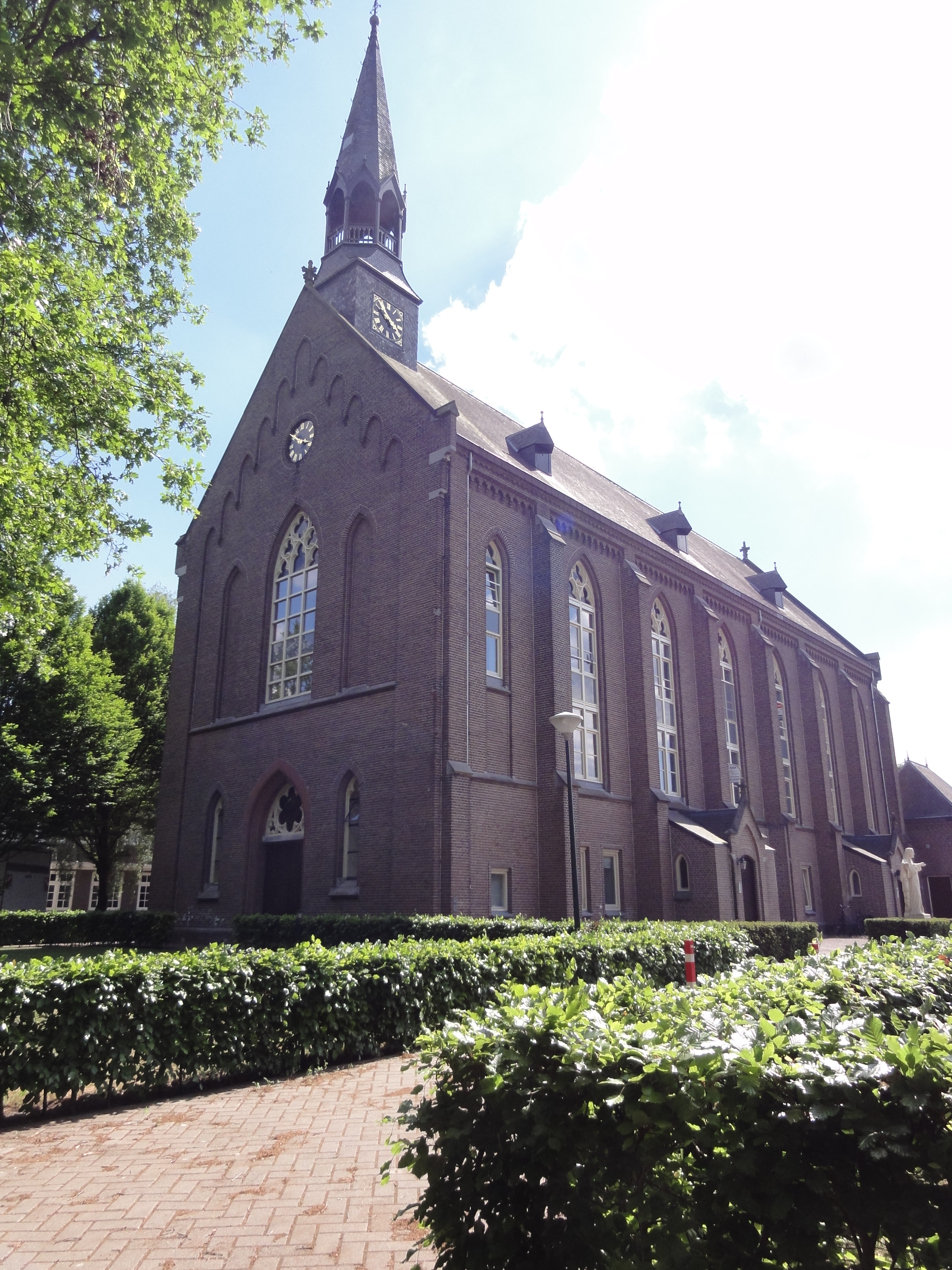
Onze-Lieve-Vrouwekapel

De Onze-Lieve-Vrouwekapel is een kerkgebouw, behorend tot psychiatrische inrichting Huize Padua in de Noord-Brabantse gemeente Boekel, gelegen aan het Luttelveld.
Dit kerkgebouw werd in 1897 gebouwd naar ontwerp van Johannes Heykants. Het is een eenbeukig neogotisch bakstenen kerkgebouw met een ingebouwd vierkant torentje aan de voorzijde dat oogt als een dakruiter.
Het interieur werd in 1970 aangepast en vereenvoudigd.
Bij de kerk bevindt zich een Heilig Hartbeeld.